# Nimr
 (août 2012).
Si vous disposez d'ouvrages ou d'articles de référence ou si vous connaissez des sites web de qualité traitant du thème abordé ici, merci de compléter l'article en donnant les références utiles à sa vérifiabilité et en les liant à la section « Notes et références ».

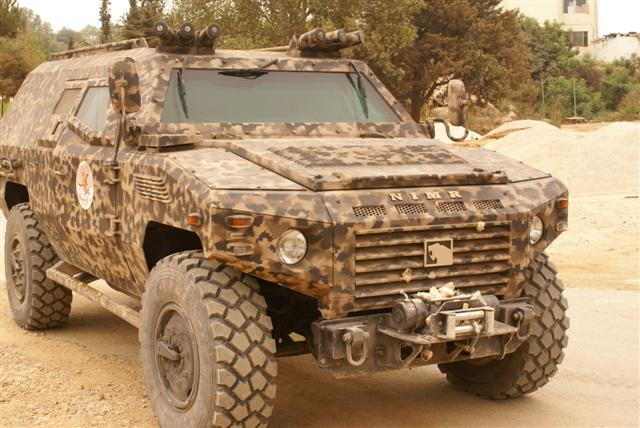
Nimr de l'armée libanaise, variante : NIMR BLINDE (standard) 4x4

Le Nimr est un véhicule blindé de transport de troupes élaboré et construit depuis 2005 par l'entreprise émiratie Emirates Défense Technology (en) (EDT).

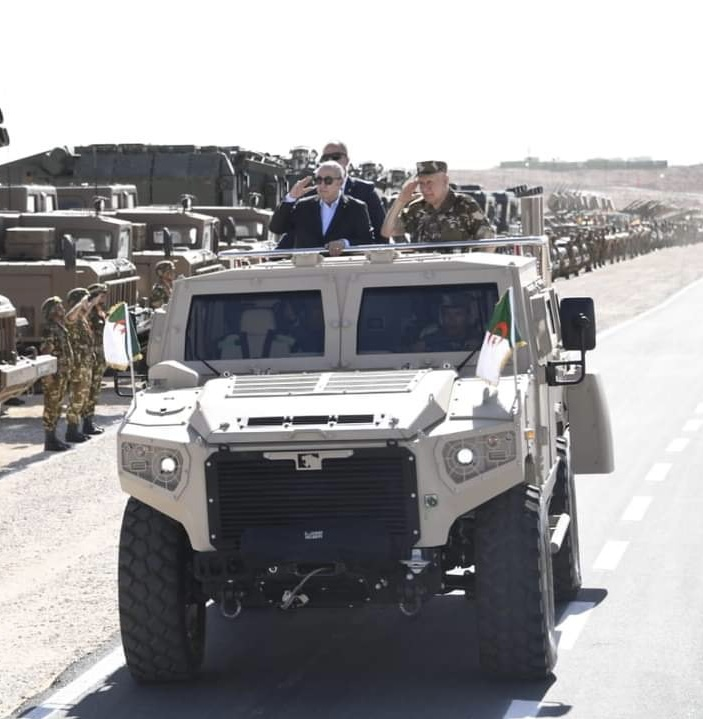
Un Nimr de l'armée algérienne en 2023.

## Histoire
Les premiers prototypes sont construits et exposés en 2011. La production en série débute à la suite de la signature d'un contrat avec l'armée émiratie pour la livraison de 500 véhicules pour un montant de 41 millions de dollars US, suivi d'un autre contrat pour 1 000 véhicules,.
Les véhicules blindés Nimr Ajban auraient été utilisés par les forces paramilitaires dans la guerre civile du Soudan, violant potentiellement un embargo sur les armes de l'ONU.

## Variantes
- NIMR BLINDE (standard) 4x4
- NIMR SOV : (véhicule spécial operation) est un véhicule 4x4 de reconnaissance ouvert pour 4 membres d'équipage d'un 5e siège en option. Conçu pour des opérations spéciales, il dispose de réservoir de carburant importante lui permettant d’être autonome pour des missions longues.
- NIMR Hafeet (transport de troupe 6x6) L'architecture du véhicule a été développée pour répondre aux rudes conditions du désert du monde, mais est également dans toutes les conditions climatiques et environnements du monde. La classe Hafeet est conçu pour protéger l'équipage des attaquer IED en bordure de route, mines et des menaces balistiques. Il peut transporter jusqu'à 10 hommes équipés. Son autonomie est d'environ 600 km.

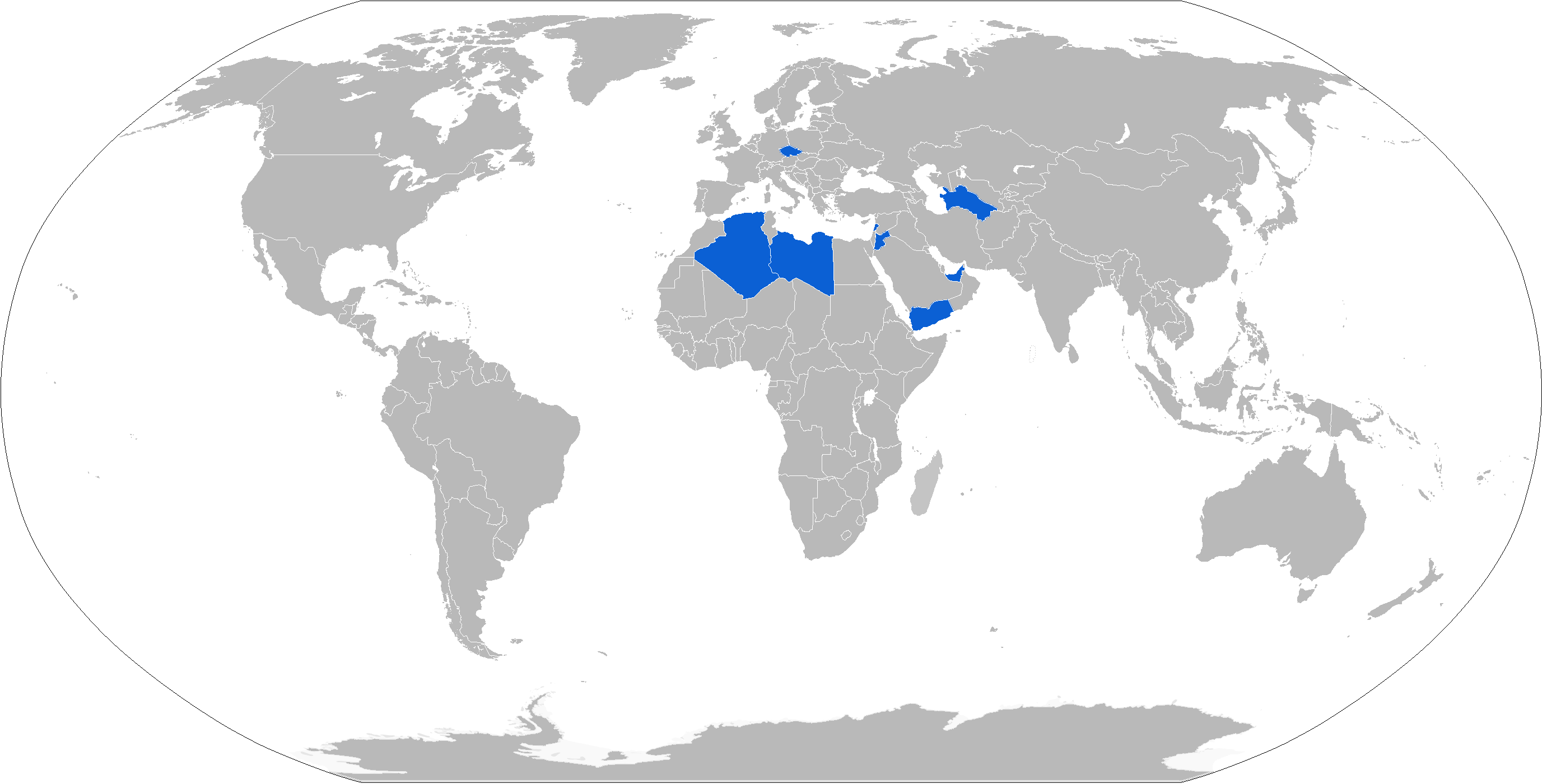
Carte des pays utilisant le Nimr en 2016.

## Utilisateurs
- Émirats arabes unis : 500 véhicules en 2012 + commande de 500 en 2015 (index 2015)
- Algérie : 3 000 (Production sous licence)[4].
- Libye : 250 véhicules[5],[6]
- Liban : 1 véhicule en essai
- Arabie saoudite : à l'essai en 2021[7]
- Soudan : nombre inconnu[8]